# Liste der Baudenkmäler in Westendorf (Landkreis Augsburg)
Auf dieser Seite sind die Baudenkmäler in der schwäbischen Gemeinde Westendorf zusammengestellt. Diese Tabelle ist eine Teilliste der Liste der Baudenkmäler in Bayern. Grundlage ist die Bayerische Denkmalliste, die auf Basis des Bayerischen Denkmalschutzgesetzes vom 1. Oktober 1973 erstmals erstellt wurde und seither durch das Bayerische Landesamt für Denkmalpflege geführt wird. Die folgenden Angaben ersetzen nicht die rechtsverbindliche Auskunft der Denkmalschutzbehörde.

## Baudenkmäler
| Lage                        | Objekt                            | Beschreibung | Akten-Nr.    | Bild                |
| --------------------------- | --------------------------------- | --- | ------------ | ------------------- |
| Hauptstraße 37 (Standort)   | Katholische Pfarrkirche St. Georg | Saalbau mit eingezogenem Chor und nördlichem Turm mit Haube, Chor und Turmunterbau spätgotisch, 1491, Langhaus 1691 und 1739/40 von Franz Kleinhans ausgebaut; mit Ausstattung; Friedhofsummauerung; Bildstockkapelle, Rechteckbau mit Satteldach und Lourdesgrotte, 1785; an der Friedhofsmauer. | D-7-72-217-1 | weitere Bilder      |
| Hauptstraße 39 (Standort)   | Ehemaliges Amtshaus               | sogenanntes Schlössle, zweigeschossiger Satteldachbau mit geschweiften Blendgiebeln, erbaut um 1600, Ausbau 1725 und 1766; mit Ausstattung. | D-7-72-217-3 | Ehemaliges Amtshaus |
| Schulstraße 4, 6 (Standort) | Pfarrhaus                         | zweigeschossiger Satteldachbau mit Schweifgiebeln, um 1700, erneuert um 1760; Pfarrstadel, erdgeschossiger Satteldachbau, 1796, verändert. | D-7-72-217-5 | Pfarrhaus           |